# 모델 (직업)

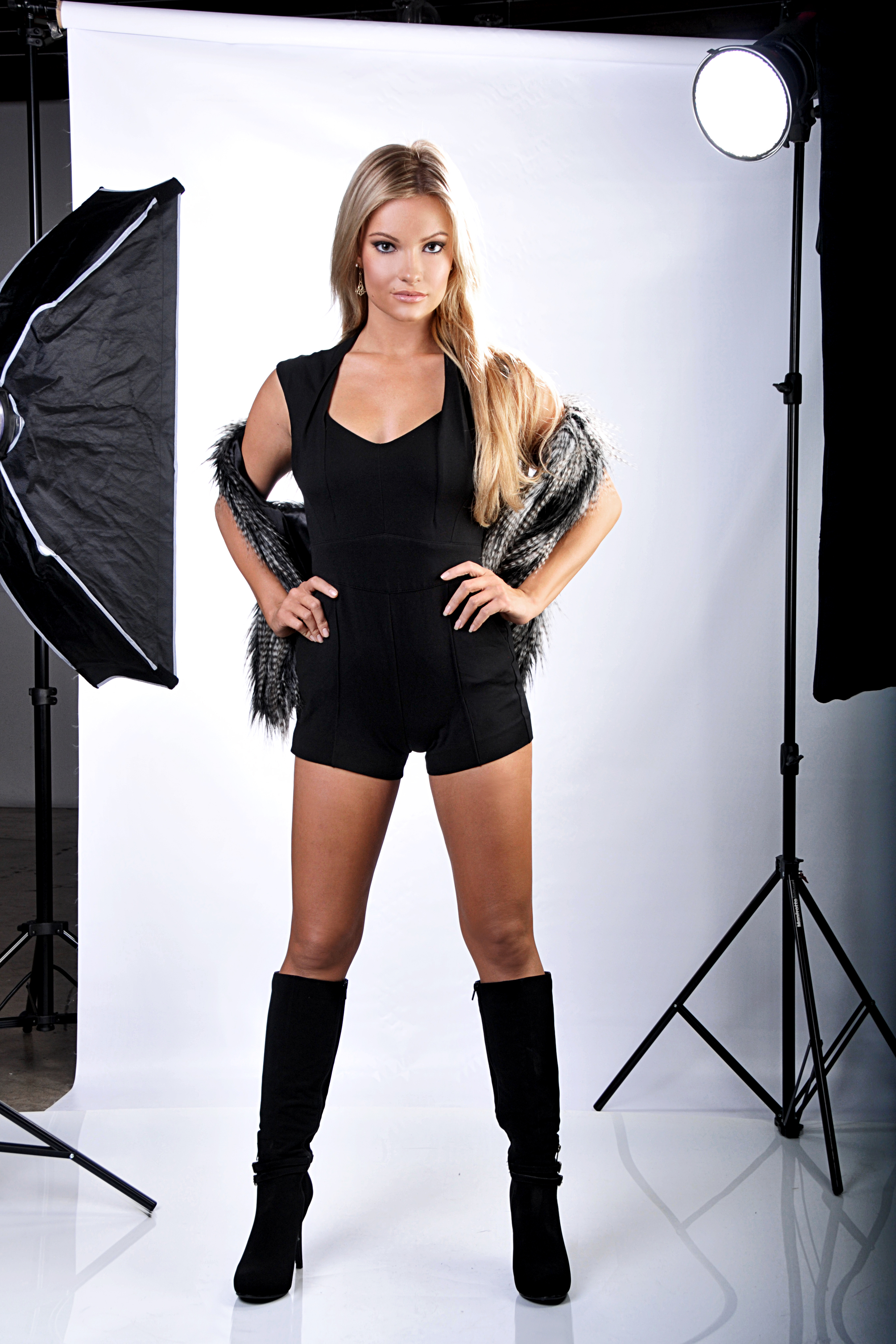
전형적인 스튜디오 촬영장에서 포즈를 취하고 있는 여성 모델

모델(영어: model)은 예술 창작을 위해 자세를 취하는 사람을 말한다. 해외 지역에서 모델 활동을 하는 경우 현지 에이전시에 소속되어 일하기도 한다.

## 종류
- 미술 모델
- 패션 모델
- 광고 모델
- 피팅 모델
- 잡지 모델
- 달력 모델
- 내레이터 모델
- 레이싱 모델
- 누드 모델
- 라운드 걸

## 역사
직업으로서 모델이 처음 확립된 것은 1853년 오트쿠튀르의 아버지로 불리는 찰스 프레데릭 워스에 의한 것으로, 당시 그는 자신의 아내 마리 버넷 워스(Marie Vernet Worth)에게 그가 설계한 옷을 모델으로서 입어보라고 요청하였다. 이러한 유형의 일을 기술하기 위해 하우스 모델이라는 용어가 만들어졌다.

## 같이 보기
- 모델 에이전시
- 라운드 걸
- 대한민국의 모델 목록